# Olof Molander
Olof Johan Harald Molander (8 de octubre de 1892 – 26 de mayo de 1966) fue un importante e influyente director teatral y cinematográfico de nacionalidad sueca, destacado por sus numerosas producciones de obras de August Strindberg y Shakespeare.

## Biografía
Su nombre completo era Olof Johan Harald Molander, y nació en Helsinki, Finlandia. Sus padres eran el director teatral Harald Molander y la actriz Lydia Wessler. Era hermano del director Gustaf Molander y tío del actor Jan Molander. 
Molander fue director del Dramaten de Estocolmo desde 1919 a 1963, sucediéndole en el cargo Pauline Brunius
Olof Molander falleció en 1966 en Estocolmo, Suecia, a los 73 años de edad.

## Filmografía

### Director
- Appassionata, 1944
- Oss tjuvar emellan eller en burk ananas, 1945
- Johansson och Vestman, 1946
- Han som fick leva om sitt liv (1961)

### Actor
- 1922 - Thomas Graals myndling
- 1939 - Gubben kommer
- 1940 - Stora famnen
- 1945 - Vandring med månen
- 1945 - Galgmannen